# 北寮保安宮
北寮保安宮，臺灣澎湖縣廟宇，位於湖西鄉北寮村，知名觀光景點「摩西分海」即是在此村境內，主祀保生大帝，係由鄰村的南寮保寧宮分靈而來。法師流派為「閭山派」（疑似摩尼派）。:103

## 沿革
湖西鄉北寮村與南寮村在清領時期稱「北寮社」與「南寮社」，行政區歸於「奎璧澚」管轄，居民原本分布於南側，清季中葉後人口漸眾、聚落分布漸廣，始又分南寮社、北寮社。
據康熙24年（1685）蔣毓英編纂的《臺灣府志》載：「真人廟，在奎璧港」（此真人即指保生大帝），為奎璧澚廟宇最早的文獻紀錄。當時的真人廟（南寮保寧宮前身）廟址在南寮村境內，最初由南北聚落居民共同祭祀，但北寮居民以為路途稍遠、來往不便，遂自南寮保寧宮分香、另立新廟，即北寮保安宮。
北寮保安宮供奉主神保生大帝之外，副祀真武大帝、池帝王爺等，陪祀註生娘娘、福德正神及虎爺等等，主神乃自南寮村分靈而來，確切立廟時間不詳。根據〈北寮保安宮重建落成碑記〉記述：廟方曾請示周府千歲降鸞，始知保安宮最早可溯源自乾隆十年（1745），北寮社民自南寮保寧宮分香祭祀，乾隆11年（1746）起，另塑保生大帝金身祭拜，又隔11年，北寮社居民自募資金搭建廟宇，故有北寮保安宮係於乾隆22年（1757）落成之軼聞。
北寮保安宮在民國56年（1967）與72年（1983）間有修建紀錄，民國88年（1999）重新起建，歷時兩年，於民國90年（2001）10月26日舉辦落成出火大典。民國97年（2008）年，北寮保安宮與南寮保寧宮合辦恭送五府千歲、焚燒王船的祭典科儀。

## 文物
- 「溥博如天匾」：上款：嘉慶二十四年（1819）歲在己卯夏六月朔後吉日。下款：護理福建澎湖副總兵官印務蕭得華敬立。
- 「大符雷令」：北寮保安宮懸掛在正殿上頭的符令畫法，放諸澎湖廟宇可謂獨樹一幟，澎湖文史工作者甘村吉將之歸類為「疑似摩尼派」[11]，但「文化資源地理資訊系統」網站中則標註為「閭山派」[8]。

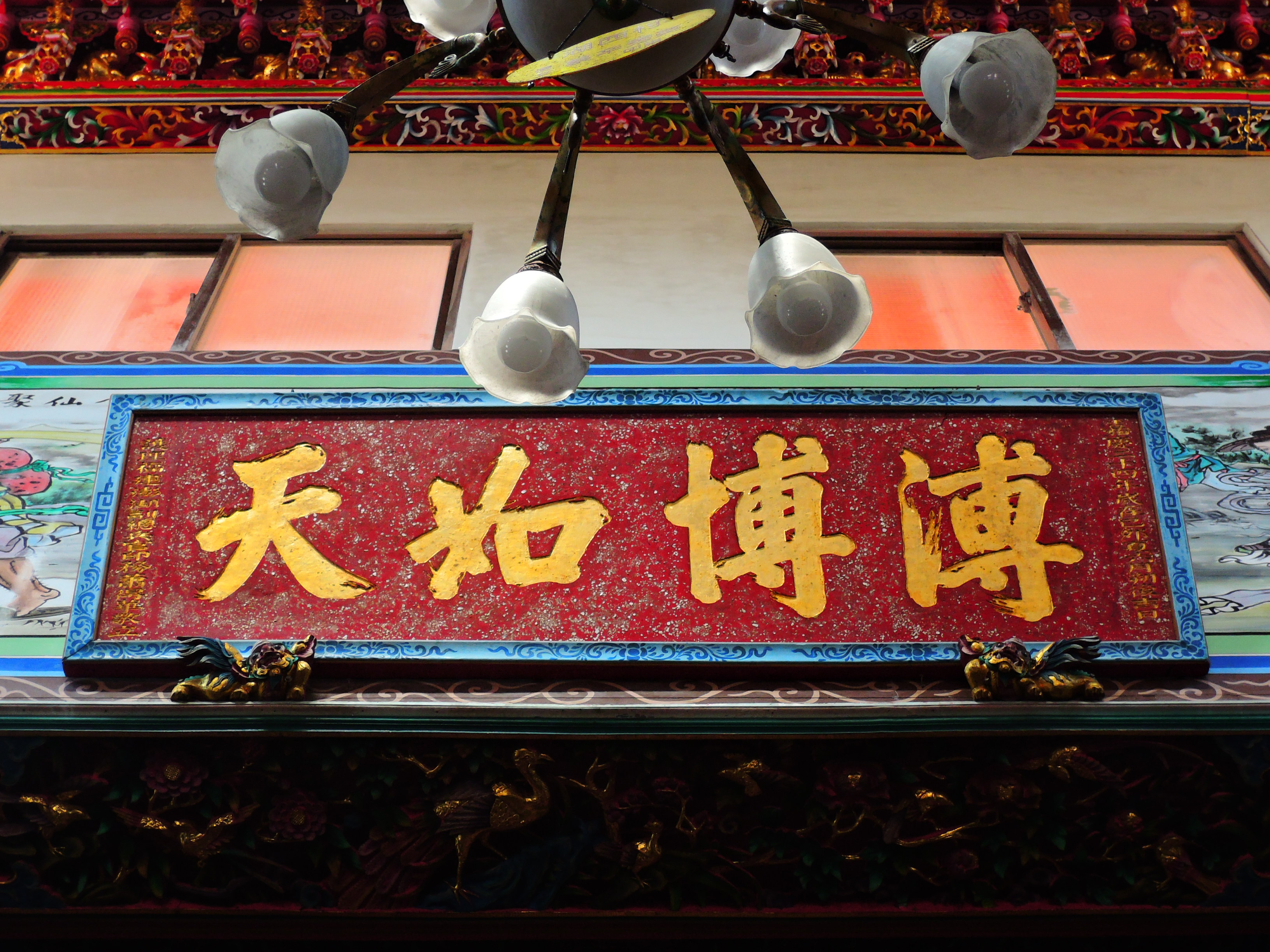
溥博如天匾
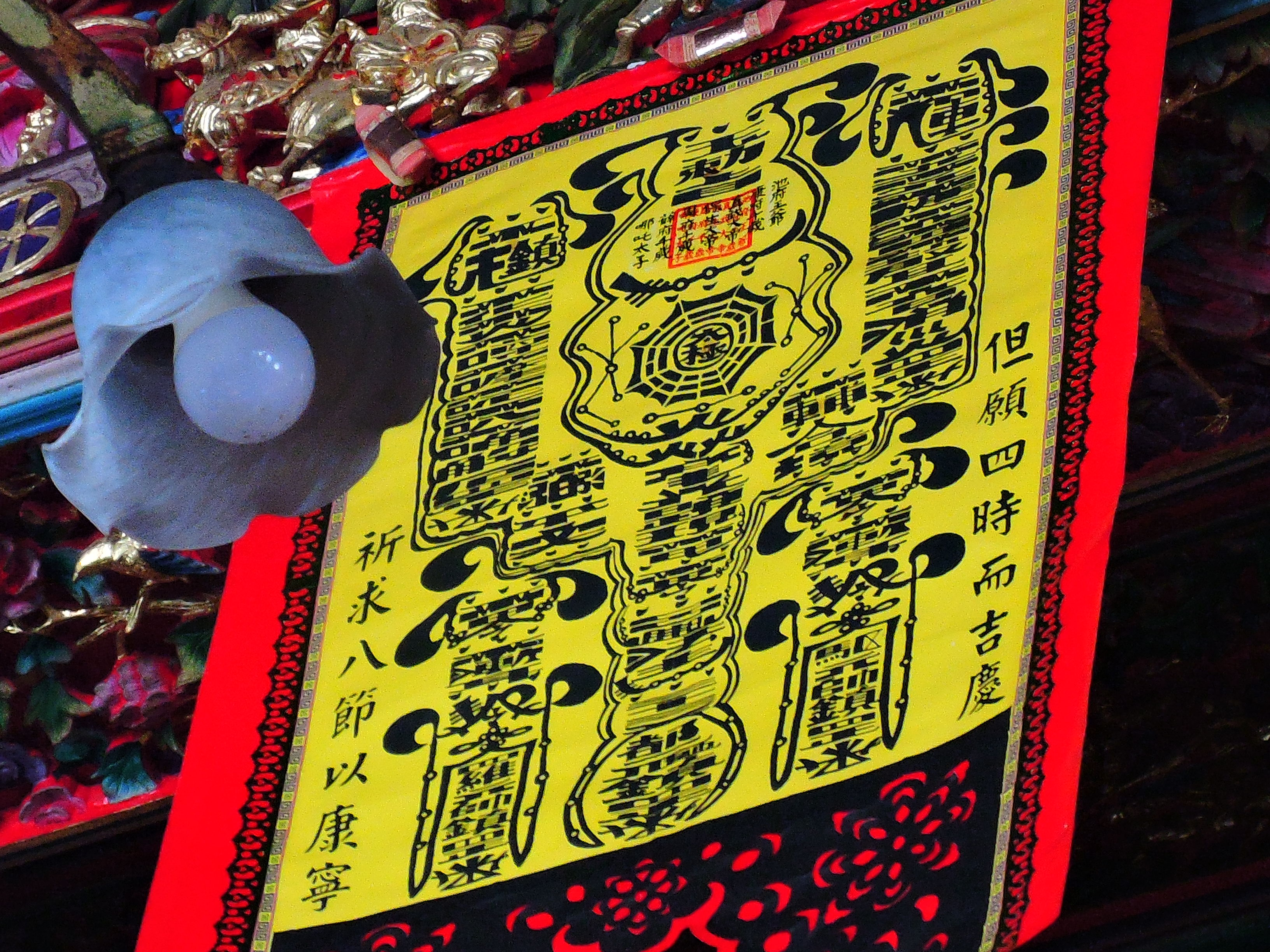
大符雷令

## 注釋

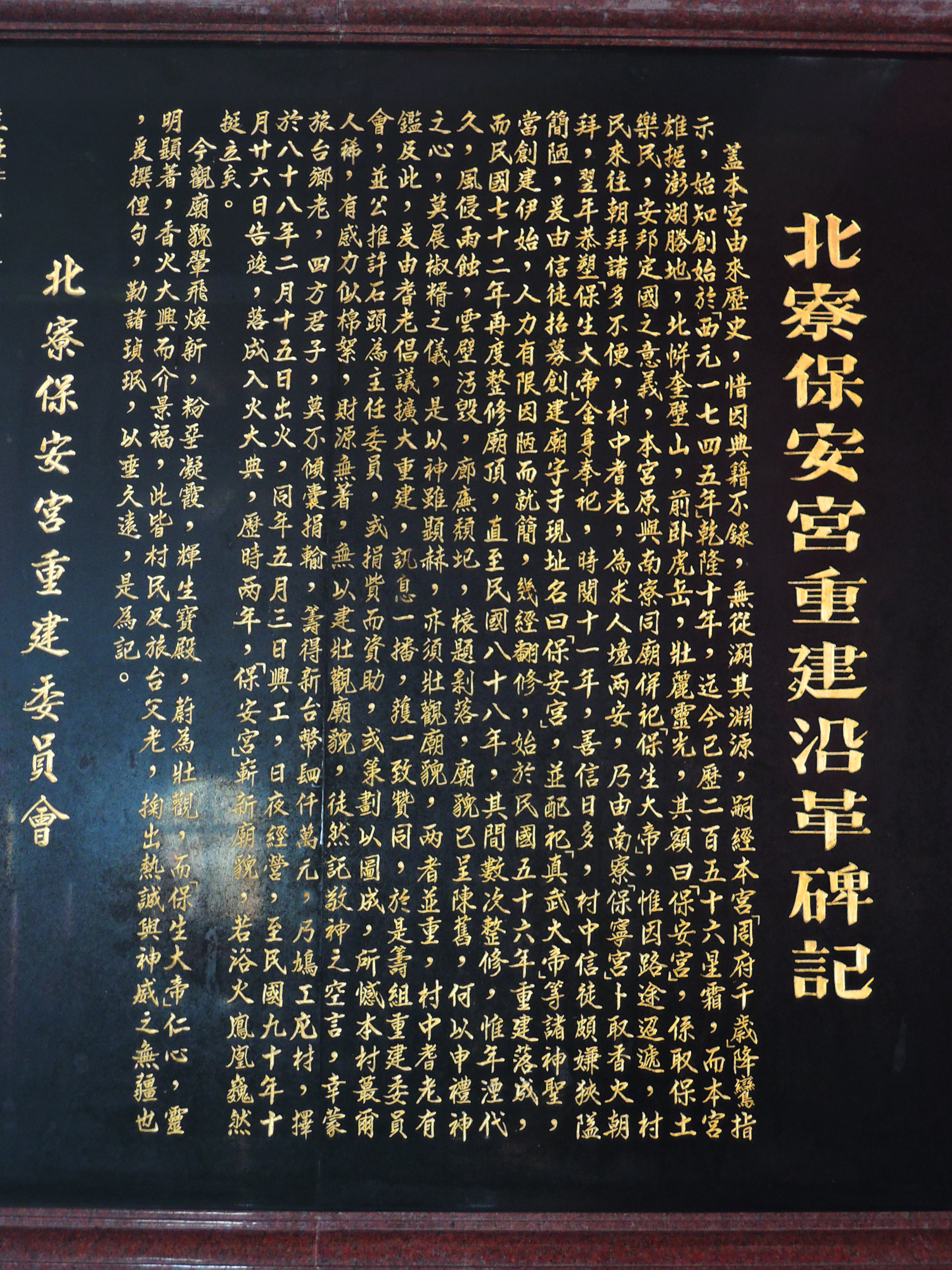
北寮保安宮重建沿革碑記

## 圖輯

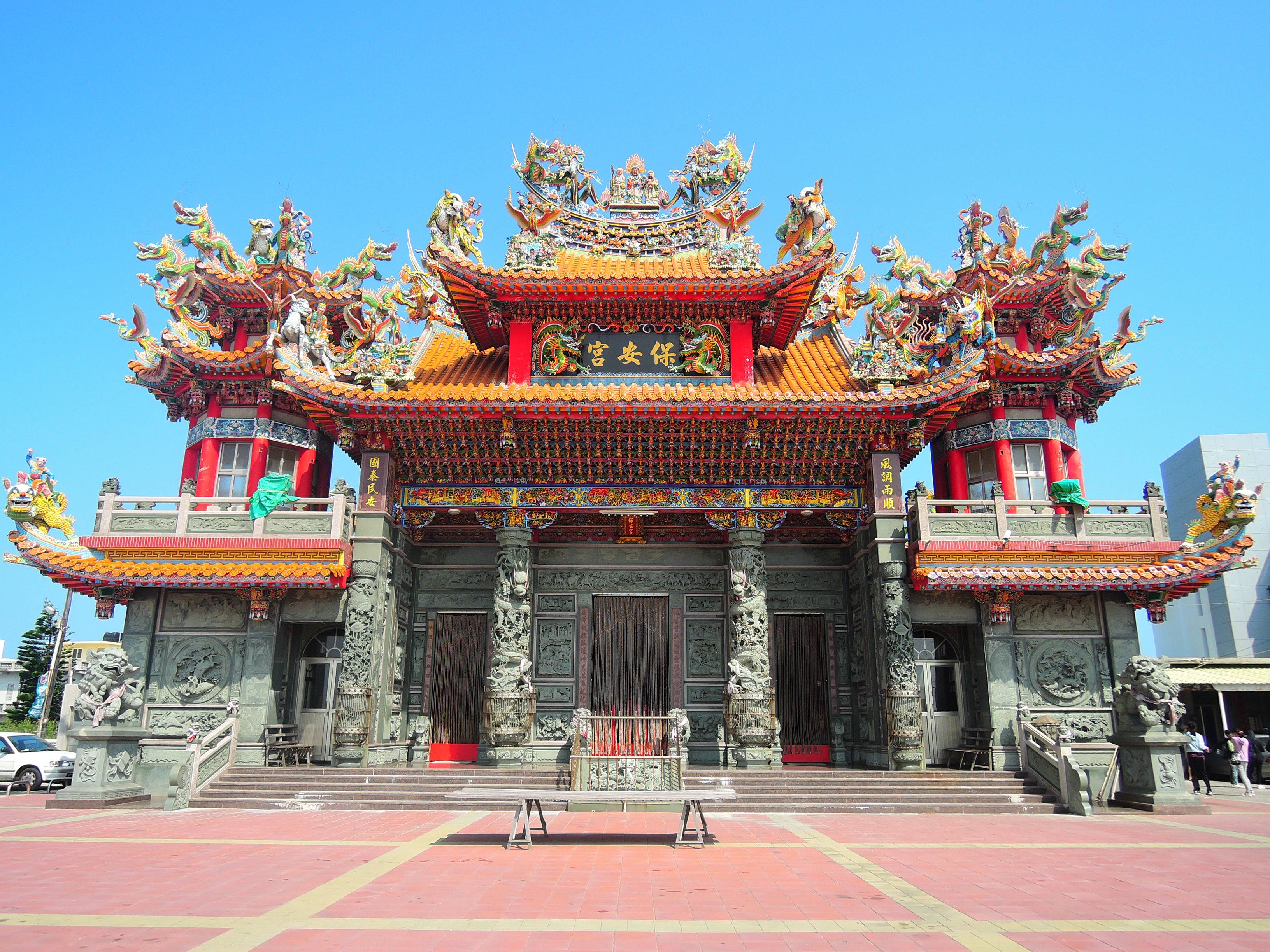
秀面
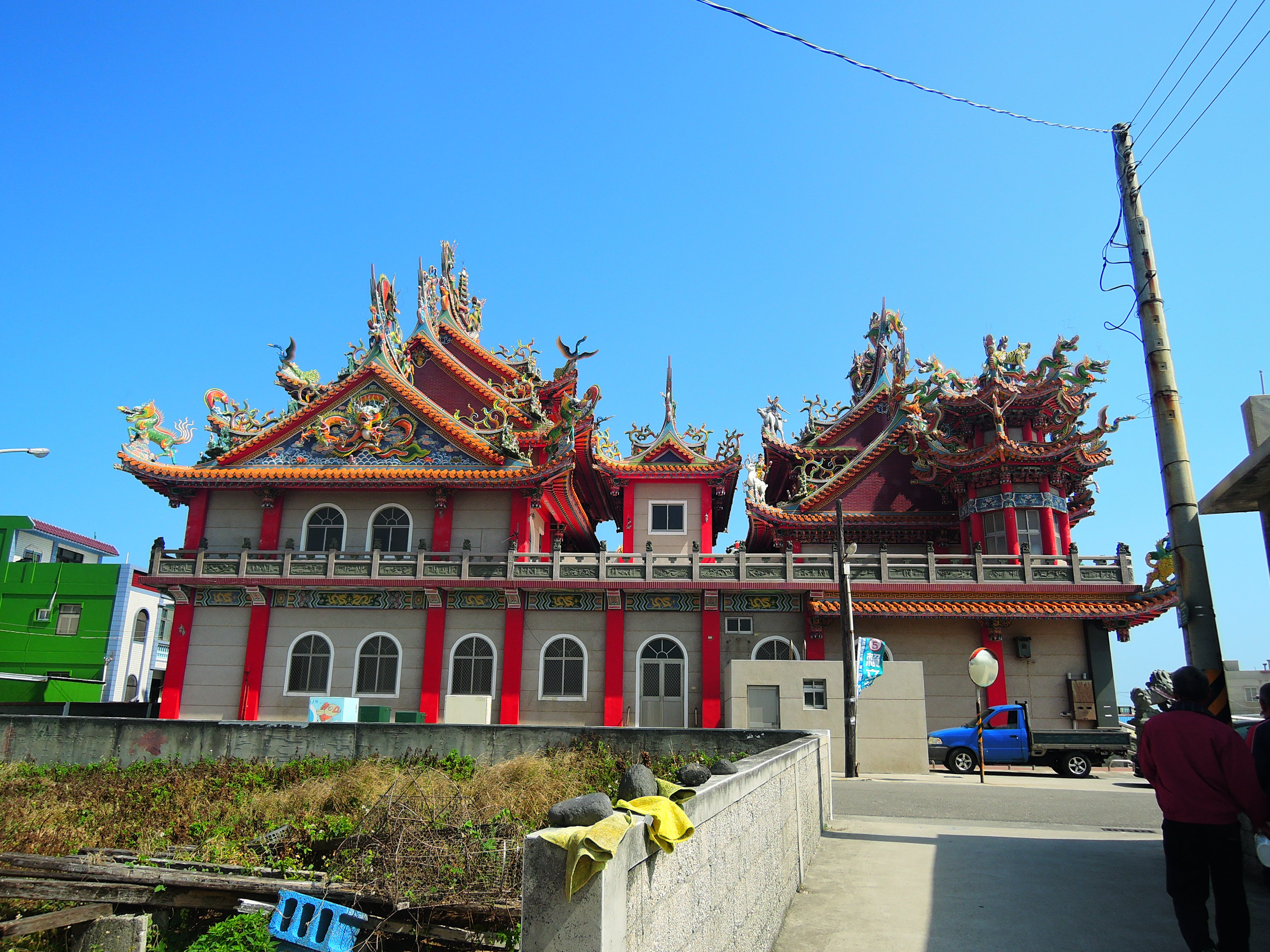
山牆
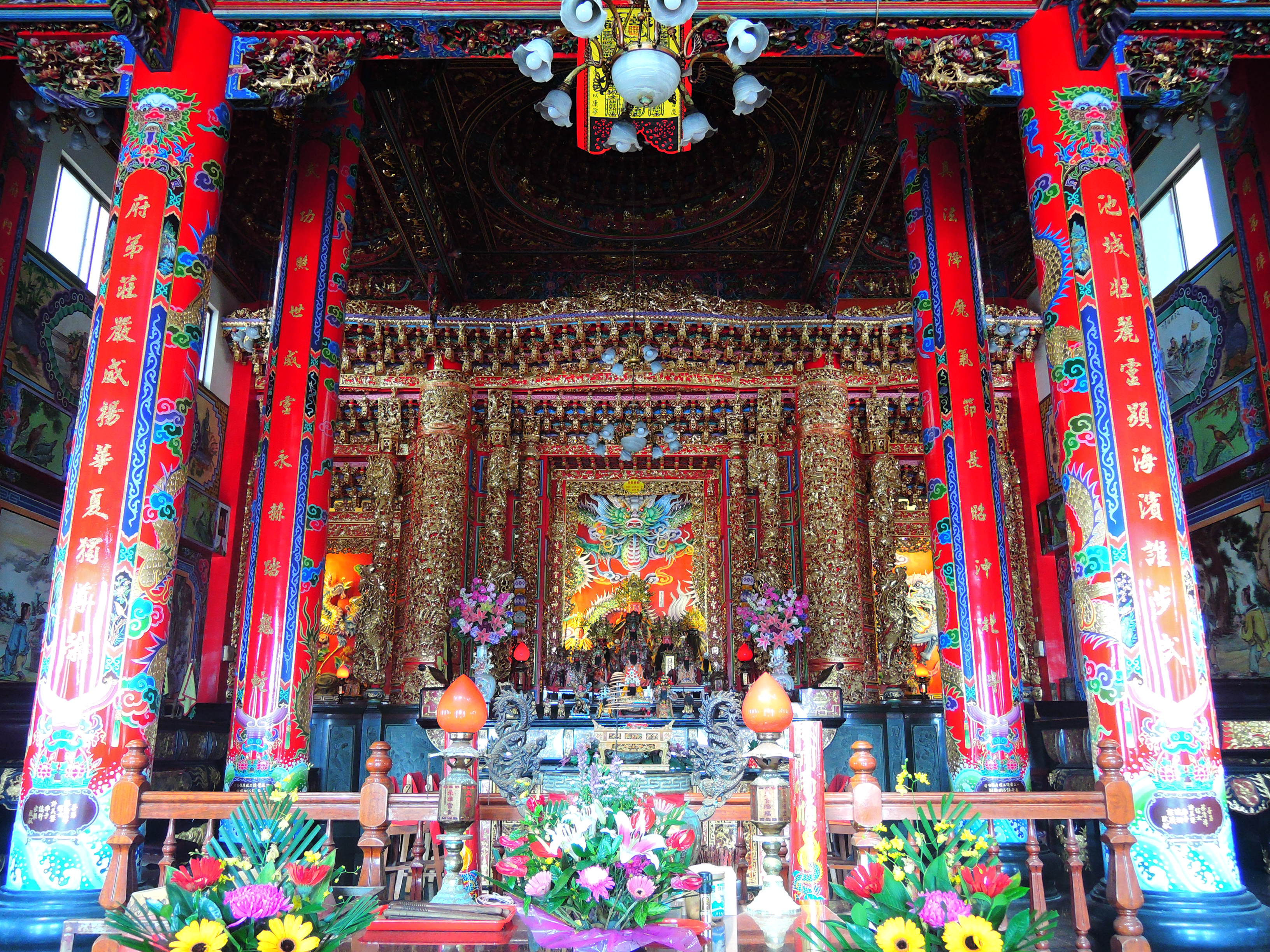
神明廳
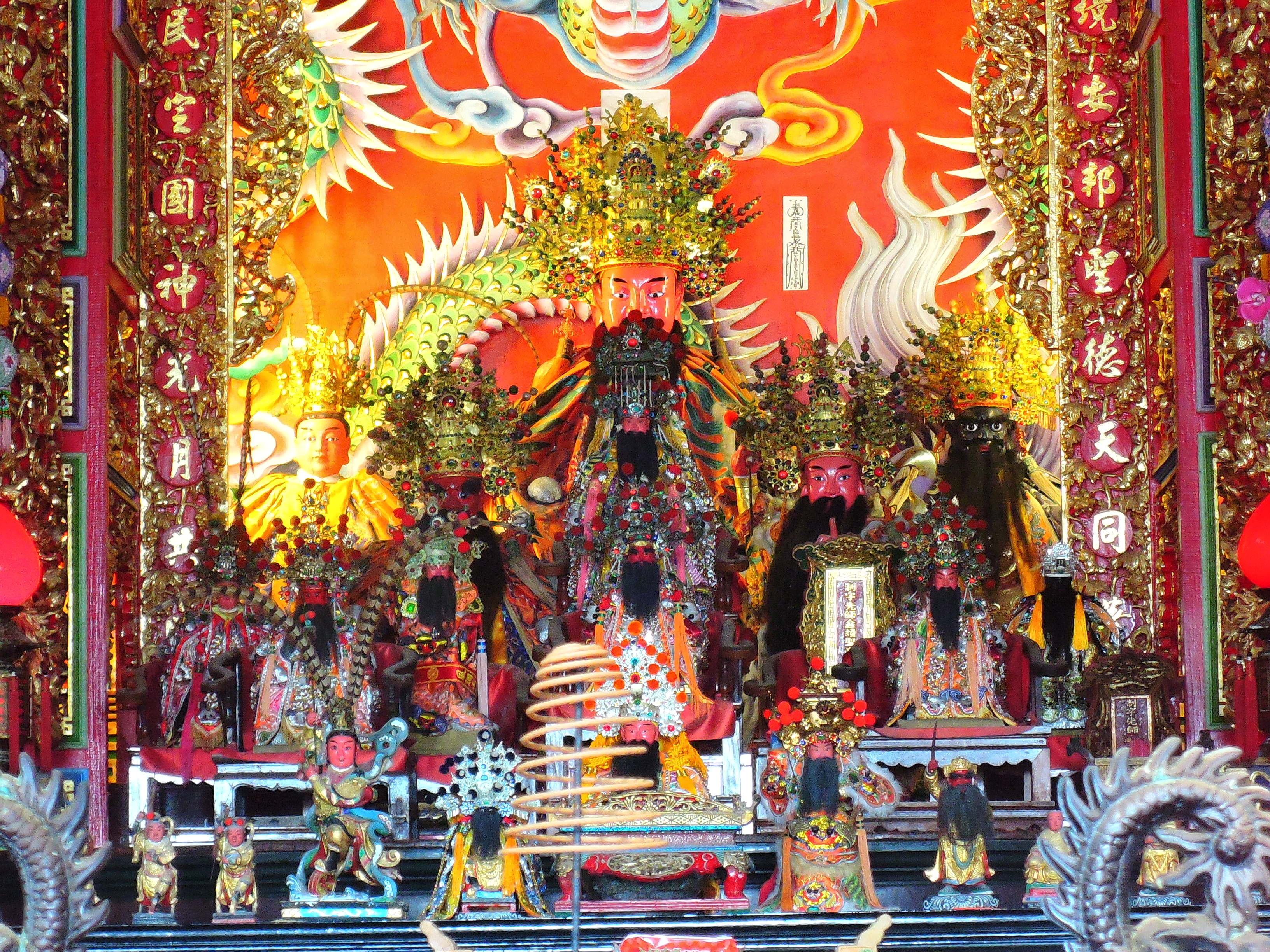
保生大帝神像等
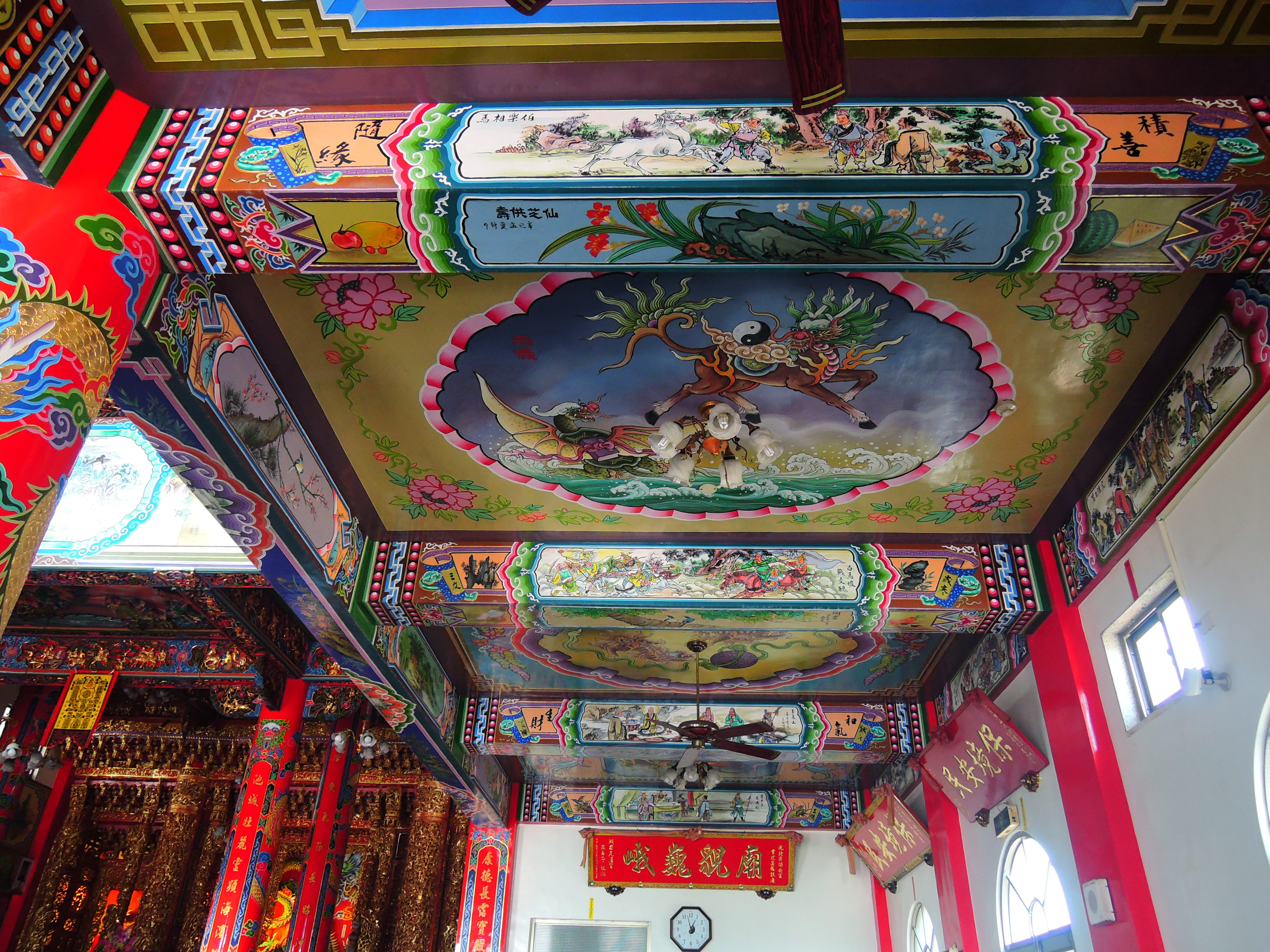
彩繪牆
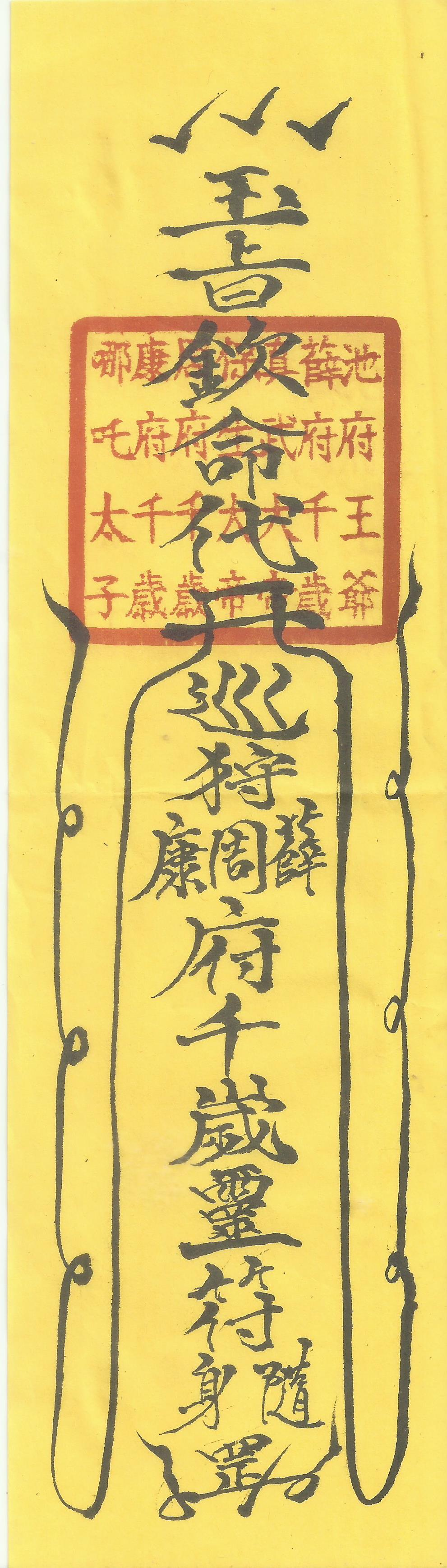
平安符